# Колодуб Олександр Олексійович
Колодуб Олександр Олексійович (26 травня (7 червня) 1900, с. Турівка, нині Згурівський район, Київська обл. — 1 жовтня 1994, Київ) — український оперний співак (тенор), режисер, сценограф, вокальний педагог, професор Київської консерваторії (1964). Чоловік співачки Оксани Володимирівни Колодуб.

## Творчість
Народився в селі Турівка (у деяких джерелах помилково — с. Турківка, нині Прилуцький район, Чернігівська обл.) Прилуцького повіту Полтавської губернії в багатодітній родині сільського вчителя Олексія Кириловича й Анастасії Іванівни Колодубів. Дошлюбне прізвище матері — Джигурда, за сімейними переказами, предки її були козаками-запорожцями кримськотатарського походження. Рід Колодубів — також старий козацький рід.
У 1918—1920 рр. — співак, диригент хорів товариства «Просвіта»; організовував аматорські музичні театри у м. Прилуки та Прилуцькому повіті.
Вокальну освіту здобув у Київському музично-драматичному інституті імені М. В. Лисенка (1923—1925, клас Е. Гандольфі та М. Чистякова).
У 1925—1928 рр. — соліст Харківського, 1928—1933 рр. — Київського театрів опери та балету. Після втрати голосу перейшов на режисерську роботу (у 1933—1941 рр. — режисер Київського театру опери та балету).

## Репертуар
- Петро, Кобзар («Наталка Полтавка», «Тарас Бульба» М. Лисенка),
- Ленський («Євгеній Онєгін» П. Чайковського)
- Володимир Ігоревич («Князь Ігор» О. Бородина)
- Ликов, Індійський гість («Царева наречена», «Садко» М. Римського-Корсакова)
- Фауст («Фауст» Ш. Гуно)
- Альмавіва («Севільський цирульник» Дж. Россіні)
- Матрос («Розлом» В. Фемеліді)

## Постановки опер
- «Алеко» Сергія Рахманінова;
- «Даїсі» Захарія Паліашвілі;
- «Русалка» Олександра Даргомижського;
- «Чіо-Чіо-сан» («Мадам Баттерфляй») Джакомо Пуччіні;
- «Каморра» Еудженіо Еспозіто;
- «Тоска» Джакомо Пуччіні;
- «Фауст» Шарля Гуно.

## Педагогічна діяльність
У 1945—1975 — педагог-режисер (з 1947 р. — декан вокального факультету, з 1949 р. — завідувач кафедри оперної підготовки, з 1964 р. — професор) Київської консерваторії. Багато років присвятив науковому та педагогічному керівництву учбовим підрозділом консерваторії — Оперною студією. 1957 року  поставив оперу В. Кирейка «Лісова пісня», якою відкрилося спеціально збудоване нове приміщення студії на 800 місць.
Відомий також як художник, оформив дев'ять вистав, деякі з них («Наталка Полтавка» М. Лисенка, поставлена О. Колодубом 1951 року) до цього часу зберігаються у репертуарі Оперної студії НМАУ ім. П. І. Чайковського.
Автор численних спогадів про українських співаків та музичних діячів, зокрема про М. Литвиненко-Вольгемут, М. Донця, О. Петрусенко, І. Паторжинського, Б. Гмирю, М. Микишу, Н. Городовенка та інших.
Серед учнів — народні артисти СРСР Л. Руденко, П. Кармалюк, Д. Гнатюк, Д. Петриненко, М. Кондратюк, А. Кочерга, М. Стеф'юк, С. Данилюк, А. Мокренко, Є. Червонюк; народні артисти України А. Кікоть, В. Зарков, Л. Забіляста та багато інших